# 陳懷中
陳懷中（？—？），福建省福州府閩縣人，清朝政治人物、進士出身。
光緒十五年（1889年），参加光緒己丑科殿試，登進士二甲91名。同年五月，著交吏部掣签，分发各省以知县即用。